# Dust: An Elysian Tail
Dust: An Elysian Tail è un videogioco di ruolo d'azione sviluppato dalla Humble Hearts per Xbox 360, PlayStation 4, Windows, Linux e macOS.
Il gioco è stato originariamente mirato per il mercato dei giochi indipendenti per Xbox 360 e dopo aver vinto il concorso della Microsoft Dream.Build.Play nel 2009, ha ottenuto un contratto di distribuzione con il servizio Xbox Live Arcade. Nel maggio 2013 viene rilasciato su Steam,a novembre su GOG.com, senza il coinvolgimento di Microsoft, e a dicembre su Linux e OS X.La versione per Playstation 4 è uscita il 7 ottobre 2014.
Dust: An Elysian Tail inizialmente doveva uscire a fine 2011, ma è stato successivamente rimandato all'estate del 2012.